# Java remote method invocation

Java-RMI egy tipikus implementációs modellje, amely stub-ot és skeleton objektumokat használ. A Java 2 SDK, Standard Edition, v1.2-től már nem szükséges a skeleton használata.

A Java Remote Method Invocation API vagy Java RMI, egy  Java programozói interfész, amely a Remote Procedure Call (RPC) objektumorientált megfelelője.
1. Az eredeti implementáció a Java virtuális gép (JVM) osztály reprezentáló mechanizmusától függ, és így csupán egyik JVM-től a másikhoz történő hívásokat támogat. Ezen Java implementáción alapuló protokoll a Java Remote Method Protocol (JRMP) néven ismeretes.
2. A későbbiekben a CORBA kidolgozásával lehetővé vált a nem JVM alapú futtatás is.

Az RMI kifejezés használata jelentheti csupán a programozási interfészt, de jelentheti egyúttal az API és JRMP kettősét is, amíg az RMI-IIOP jelentése, hogy az RMI a legtöbb funkcionalitást a támogató CORBA implementációra bízza.

## Általánosított kód
Az eredeti RMI API programozói némileg általánosították a kódot, hogy támogassák a különböző implementációkat. Továbbá, az RMI interfész támogatásának érdekében a CORBA bővült az érték szerinti paraméterátadással. Ettől függetlenül az RMI-IIOP és JRMP implementációk még mindig nem rendelkeznek teljesen azonos interfésszel.
Az RMI funkciói a java.rmi csomagban, míg a legtöbb Sun implementáció a sun.rmi csomagban találhatóak. Fontos megjegyezni, hogy a Java 5.0 előtti verziókkal fejlesztőknek egy további fordítási lépésként a rmic parancsot is használniuk kell. Erre az 5.0 illetve ez feletti verziók esetén nincs szükség.

## Jini verzió
A Jini egy sokkal korszerűbb verzióját szolgáltatja a Java RMI-nek. A működése ugyanaz, ellenben fejlettebb keresési képességeket és elosztott objektum alkalmazási mechanizmusokat nyújt.

## Példa
Az alábbi osztályok egy egyszerű RMI-t használó kliens-szerver programot implementálnak, ami megjelenít egy üzenetet.
RmiServer  class—RMI kérésekre vár és implementálja az interfészt, amit a kliens a távoli metódusok hívására használ.
```
import
 
java.rmi.Naming
;

import
 
java.rmi.RemoteException
;

import
 
java.rmi.RMISecurityManager
;

import
 
java.rmi.server.UnicastRemoteObject
;

import
 
java.rmi.registry.*
;

public
 
class
 
RmiServer
 
extends
 
UnicastRemoteObject
 

    
implements
 
RmiServerIntf
 
{

    
public
 
static
 
final
 
String
 
MESSAGE
 
=
 
"Hello world"
;

    
public
 
RmiServer
()
 
throws
 
RemoteException
 
{

    
}

    
public
 
String
 
getMessage
()
 
{

        
return
 
MESSAGE
;

    
}

    
public
 
static
 
void
 
main
(
String
 
args
[]
)
 
{

        
System
.
out
.
println
(
"RMI server started"
);

        
// Egy security manager létrehozása és telepítése.

        
if
 
(
System
.
getSecurityManager
()
 
==
 
null
)
 
{

            
System
.
setSecurityManager
(
new
 
RMISecurityManager
());

            
System
.
out
.
println
(
"Security manager installed."
);

        
}
 
else
 
{

            
System
.
out
.
println
(
"Security manager already exists."
);

        
}

        
try
 
{
 
//speciális kivétel kezelő registry készítéshez

            
LocateRegistry
.
createRegistry
(
1099
);
 

            
System
.
out
.
println
(
"java RMI registry created."
);

        
}
 
catch
 
(
RemoteException
 
e
)
 
{

            
//do nothing, error means registry already exists

            
System
.
out
.
println
(
"java RMI registry already exists."
);

        
}

            

        
try
 
{

            
//RmiServer példányosítása

            
RmiServer
 
obj
 
=
 
new
 
RmiServer
();

            
Naming
.
rebind
(
"//localhost/RmiServer"
,
 
obj
);

            
System
.
out
.
println
(
"PeerServer bound in registry"
);

        
}
 
catch
 
(
Exception
 
e
)
 
{

            
System
.
err
.
println
(
"RMI server exception:"
 
+
 
e
);

            
e
.
printStackTrace
();

        
}

    
}

}

```

RmiServerIntf  class—Azon interfész definiálása, amit a kliens használ és a szerver implementál.
```
import
 
java.rmi.Remote
;

import
 
java.rmi.RemoteException
;

public
 
interface
 
RmiServerIntf
 
extends
 
Remote
 
{

    
public
 
String
 
getMessage
()
 
throws
 
RemoteException
;

}

```

RmiClient  class—A kliens, ami megkapja a szerveren lévő távoli objektum referenciáját (proxy) és meghívja a metódusát, hogy megkapja az üzenetet. Ha a szerver objektum implementálta a java.io.Serializable interfészt a java.rmi.Remote helyett, szerializálva lesz, és értékként adódik át a kliensnek.
```
import
 
java.rmi.Naming
;

import
 
java.rmi.RemoteException
;

import
 
java.rmi.RMISecurityManager
;

public
 
class
 
RmiClient
 
{
 

    
// "obj" a távoli objektum referenciája

    
RmiServerIntf
 
obj
 
=
 
null
;

    
public
 
String
 
getMessage
()
 
{
 

        
try
 
{
 

            
obj
 
=
 
(
RmiServerIntf
)
Naming
.
lookup
(
"//localhost/RmiServer"
);

            
return
 
obj
.
getMessage
();
 

        
}
 
catch
 
(
Exception
 
e
)
 
{
 

            
System
.
err
.
println
(
"RmiClient exception: "
 
+
 
e
);
 

            
e
.
printStackTrace
();
 

            

            
return
 
e
.
getMessage
();

        
}
 

    
}

    
public
 
static
 
void
 
main
(
String
 
args
[]
)
 
{

        
// Egy security manager létrehozása és telepítése.

        
if
 
(
System
.
getSecurityManager
()
 
==
 
null
)
 
{

            
System
.
setSecurityManager
(
new
 
RMISecurityManager
());

        
}

        

        
RmiClient
 
cli
 
=
 
new
 
RmiClient
();

        
System
.
out
.
println
(
cli
.
getMessage
());

    
}

}

```

A futtatás előtt készítenünk kell egy 'Stub' fájlt a használt interfészről az 'rmic' parancs segítségével.
- Megjegyzés: ehhez a *.class fájt használjuk, ne a '*.java'*-t.

```
rmic RmiServer

```

A fenti lépésre Java 5.0 verziótól nincs szükség.
server.policy—Ez a fájl a szerveren szükséges a TCP/IP kommunikáció biztosítására.
```
grant
 
{

    
permission
 
java
.
net
.
SocketPermission
 
"127.0.0.1:*"
,
 
"connect,resolve"
;

    
permission
 
java
.
net
.
SocketPermission
 
"127.0.0.1:*"
,
 
"accept"
;

};

```

A server.policy fájlt Java RTE D kapcsolójával ajánlott használni, pl.: 
```
java.exe -Djava.security.policy=server.policy RmiServer

```

client.policy—Ez a fájl a kliens oldalon szükséges az RMI szerverhez való kapcsolódáshoz TCP/IP-vel.
```
grant
 
{

    
permission
 
java
.
net
.
SocketPermission
 
"127.0.0.1:*"
,
 
"connect,resolve"
;

};

```

no.policy—Ha mégis probléma merül fel a kapcsolódással, az alábbi fájlt érdemes kipróbálni a kliens vagy szerver oldalon.
```
grant
 
{

    
permission
 
java
.
security
.
AllPermission
;

};

```

## Külső hivatkozások
- - Remote Method Invocation Home
- The Java RMI tutorial - a good starting point to learn RMI. Also check the Hello World in RMI
- the Java RMI online training - Very good for training JavaRMI and as reference
- The RMI page in the JDK docs
- java.rmi (Sun's Java API Reference for the RMI package)
- Wollrath, Ann, Riggs, Roger; Waldo, Jim. „A Distributed Object Model for the Java System” (PDF). (Hozzáférés: 2009. február 11.)
- Programming WebLogic RMI - an introduction to RMI in Oracle Weblogic.
- General Remote Method Invocation

## Fordítás
Ez a szócikk részben vagy egészben  a   Java remote method invocation című angol Wikipédia-szócikk ezen változatának fordításán alapul.  Az eredeti cikk szerkesztőit annak laptörténete sorolja fel. Ez a jelzés csupán a megfogalmazás eredetét és a szerzői jogokat jelzi, nem szolgál a cikkben szereplő információk forrásmegjelöléseként.